# Dominicanas de Santa Catarina de Sena de Portugal
A Congregação Portuguesa das Irmãs Dominicanas de Santa Catarina de Sena (Português: Congregação das Irmãs Dominicanas de Santa Catarina de Sena) é uma congregação religiosa católica feminina, de vida apostólica e direito pontifício, fundada em 1866, pela freira portuguesa Teresa de Saldanha, em Lisboa. As monjas deste instituto são conhecidas como Dominicas de Santa Catarina de Sena de Portugal ou Dominicas Portuguesas e acrescentam aos seus nomes as iniciais D.S.C.S..

## História

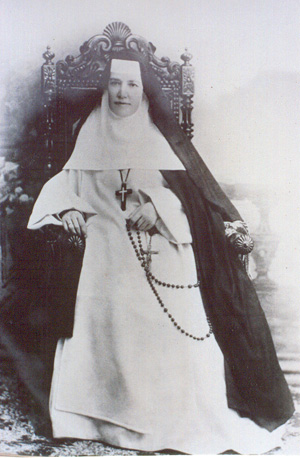
Teresa de Saldanha (1837-1916), fundadora da congregação.

A congregação foi fundada por Teresa de Saldanha para a educação da juventude e outras obras de caridade, em 1866, em Lisboa, sendo a primeira congregação religiosa fundada em Portugal, após a supressão dos religiosos. A sua origem remonta à associação de protecção das meninas pobres fundada pelas filhas da caridade, que ao serem expulsas do país, Saldanha encarregou-se da obra, fundando para ela a sua própria congregação, filiada na Ordem dos Pregadores. As primeiras freiras foram formadas com as dominicanas irlandesas. Em 1868 regressaram a Portugal e instalaram-se em Lisboa.
O instituto foi aprovado como congregação religiosa de direito diocesano em 28 de março de 1887, pelo Patriarca de Lisboa José Sebastião d'Almeida Neto, acrescentado à Ordem dos Pregadores no mesmo dia da fundação e elevado a congregação de direito pontifício, através do Decreto laudis de 11 de setembro de 1899, do Papa Leão XIII.

## Organização
A Congregação Portuguesa das Irmãs Dominicanas de Santa Catarina de Sena é uma congregação religiosa internacional, de direito pontifício e centralizado, cujo governo é exercido por uma prioresa geral, é membro da Família Dominicana, da Conferência Internacional das Irmãs Dominicanas e da sua sede estão localizados em Lisboa (Portugal).
Os dominicanos portugueses dedicam-se à educação e ao cuidado dos doentes. Em 2017, o instituto contava com 296 religiosos e 45 comunidades, presentes apenas na Albânia, Angola, Brasil, Moçambique, Portugal e Timor Leste.